# Kijk Uit

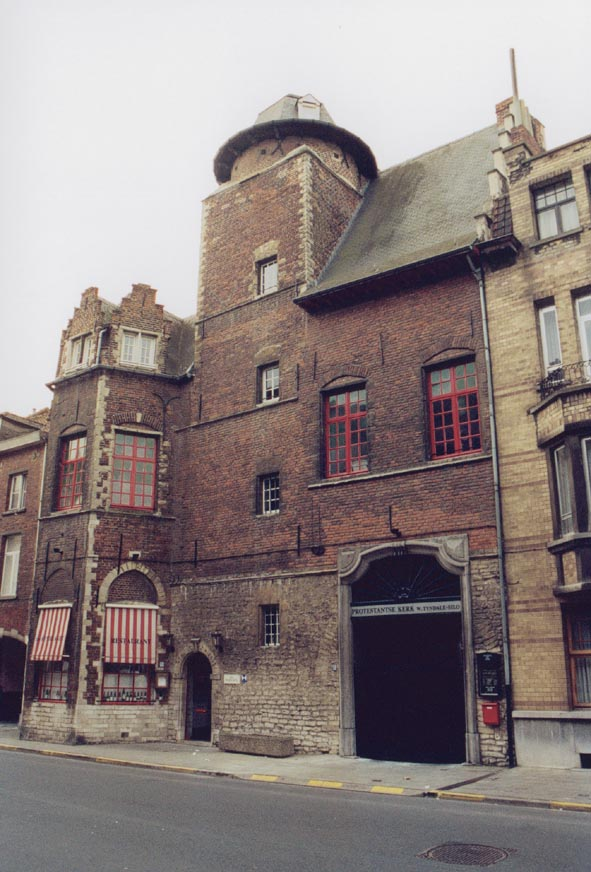
Kijk Uit

De Kijk Uit is een gebouw in de Vlaams-Brabantse stad Vilvoorde, gelegen aan de Lange Molensstraat 58-60.

## Geschiedenis
Het gebouw, waarvan de kern teruggaat tot de 16e of 17e eeuw, heeft een deels onbegrepen geschiedenis. Het is niet bekend wat de precieze bestemming van het gebouw is geweest. Er werd veel aan verbouwd. Vanaf eind 19e eeuw was het een café en vanaf de jaren '60 van de 20e eeuw was er een restaurant in gevestigd dat echter in 2013 failliet ging.

## Gebouw
De Kijk Uit is gebouwd in baksteen en zandsteen. Links is een hoge erker met drie kleine trapgevels boven de vensters. Ook is er een trappenhuis van vier geledingen waarboven zich een ronde bekroning bevindt die voorzien is van een helm. Men heeft gespeculeerd dat dit een uitkijktoren geweest moest zijn, vandaar de naam van het gebouw. Rechts daarvan is een in de 18e eeuw vervaardigde poort, die tegenwoordig toegang biedt tot de protestantse kerk.
In het gebouw bevindt zich een gotische schouw die uit de Lakenhal afkomstig is, welke in 1489 in brand werd gestoken.

## Protestantse kerk
Achter de Kijk Uit bevindt zich een gebouw van 1898 dat aanvankelijk als feestzaal in gebruik was. In de jaren '50 van de 20e eeuw werd deze ruimte sterk verbouwd en ingericht als protestantse kerk, gewijd aan William Tyndale, die in 1536 te Vilvoorde op de brandstapel terechtkwam. De protestantse gemeente ontstond vanuit de Engelsen die in de 19e eeuw in het kader van de industrialisatie naar Vilvoorde trokken. In 1957 werd de kerk in gebruik genomen. In 1986 kwam naast de kerk een Tyndale-museum tot stand.